# Pachychernes zehorum
Pachychernes zehorum är en spindeldjursart som beskrevs av William B. Muchmore 1997. Pachychernes zehorum ingår i släktet Pachychernes och familjen blindklokrypare. Inga underarter finns listade i Catalogue of Life.